# Mecodynerus strandi
Mecodynerus strandi är en stekelart som först beskrevs av Edoardo Zavattari 1912.
Mecodynerus strandi ingår i släktet Mecodynerus och familjen Eumenidae. Inga underarter finns listade i Catalogue of Life.